# Netze (Waldeck)
Netze ist der nach Einwohnerzahl fünftgrößte Stadtteil von Waldeck im nordhessischen Landkreis Waldeck-Frankenberg.

## Geographie
Der zwischen Waldeck, Freienhagen und Bad Wildungen an der Bundesstraße 485 gelegene Ort ist ein Haufendorf und war bis 1914 größer als die heutige Kernstadt Waldeck.  Noch heute befinden sich in dem am Bach Netze gelegenen Ortskern zahlreiche gut erhaltene Fachwerkhäuser.

## Urgeschichte
Wegen seiner günstigen Lage in einem geschützten Tal mit genügend Wasserläufen (die Netze, die bei Mehlen in die Eder mündet, die Fombach und der Meierbach) ist anzunehmen, dass hier schon in vorgeschichtlicher Zeit Menschen lebten. Diese These belegen einige prähistorische Funde von 6000 bis 7000 Jahre alten Steinbeilen und Steinklingen.

## Geschichte

### Überblick
Die älteste bekannte schriftliche Erwähnung von Netze erfolgte unter dem Namen in Nezehe in einer Urkunde des Erzbistums Mainz; sie wird in die Zeit 1118–1137 datiert.
Im Jahr 1216 wird ein Geschlecht „derer von Netze“ erwähnt; ein Andreas von Netze ist Zeuge in einer Urkunde. Das Geschlecht war über Jahrhunderte in Netze ansässig und reich begütert. Als Ministerialen- und Zehntfreie standen sie in den Diensten der Grafen von Waldeck. Es finden sich Hinweise, dass sie bereits vor der Klostergründung (1228), in der Zeit der ersten romanischen Kirche, als Ministeriale der Grafen von Schwalenberg ansässig waren. Die letzte Erwähnung des Geschlechts findet sich 1577: der Knappe Heinrich von Netze begleitete Graf Daniel von Waldeck auf dessen Rückkehr von einem Feldzug in Frankreich. Es ist anzunehmen, dass das Geschlecht danach im Mannesstamm ausstarb.
1228 gründeten die Brüder Volkwin IV. von Schwalenberg und Adolf I. von Waldeck das Zisterzienser-Nonnenkloster „Marienthal - Im Thal der heiligen Maria“. Es wurde das Hauskloster und die Begräbnisstätte der Waldecker Grafen.
Zwischen 1350 und 1400 wurden südlich von Netze, wie auch in Bad Wildungen, Weinberge angelegt. Später wurden diese Anlagen wieder aufgeforstet, aber bis heute hat sich die Bezeichnung „Weinberge“ gehalten.
Dreißigjähriger und Siebenjähriger Krieg
Der Dreißigjährige Krieg (1618–1648) traf den Ort aufgrund seiner strategischen Lage hart. Von 72 Wohnstätten im Jahre 1618 waren bei Kriegsende nur noch 22 bewohnbar, und nur noch 13 Männer lebten im Ort.
Der Siebenjährige Krieg war für Netze noch verheerender. Im März 1761 fand ein Gefecht zwischen französischen einerseits und schwedischen und britischen Truppen andererseits an den „Schanzen am Tiergarten“ statt. Im Anschluss zerstörten mehr als 2000 Franzosen nahezu das gesamte Dorf.
Jagdschloss Friedrichsthal
Im Jahre 1701 ließ Graf Friedrich Anton Ulrich von Waldeck und Pyrmont am nordwestlichen Rand des Netzer Tiergartens auf den Resten einer wohl zu dieser Zeit abgebrochenen Wasserburg das Jagdschloss Friedrichsthal erbauen. Anfang des 19. Jahrhunderts wurde das dazugehörige Gut in eine Domäne umgewandelt. Bei deren Aufteilung und Neubesiedlung im Jahre 1922 entstand das kleine Dorf Selbach. Das einstige Jagdschloss, das als Gutshaus und später auch als Ferienhof gedient hatte, befindet sich heute in Privatbesitz und wird seit 2008 saniert und renoviert.
Hessische Gebietsreform (1970–1977)
Im Zuge der Gebietsreform in Hessen fusionierten zum 1. Oktober 1971 die bis dahin selbständigen Gemeinden Alraft, Höringhausen, Netze und Nieder-Werbe sowie die beiden Städte Sachsenhausen und Waldeck auf freiwilliger Basis zur neuen Stadt Waldeck. Als Sitz der Verwaltung wurde der Stadtteil Sachsenhausen bestimmt.
Für alle eingegliederten, ehemals eigenständigen, Gemeinden von Waldeck wurden Ortsbezirke mit Ortsbeirat und Ortsvorsteher nach der Hessischen Gemeindeordnung gebildet.

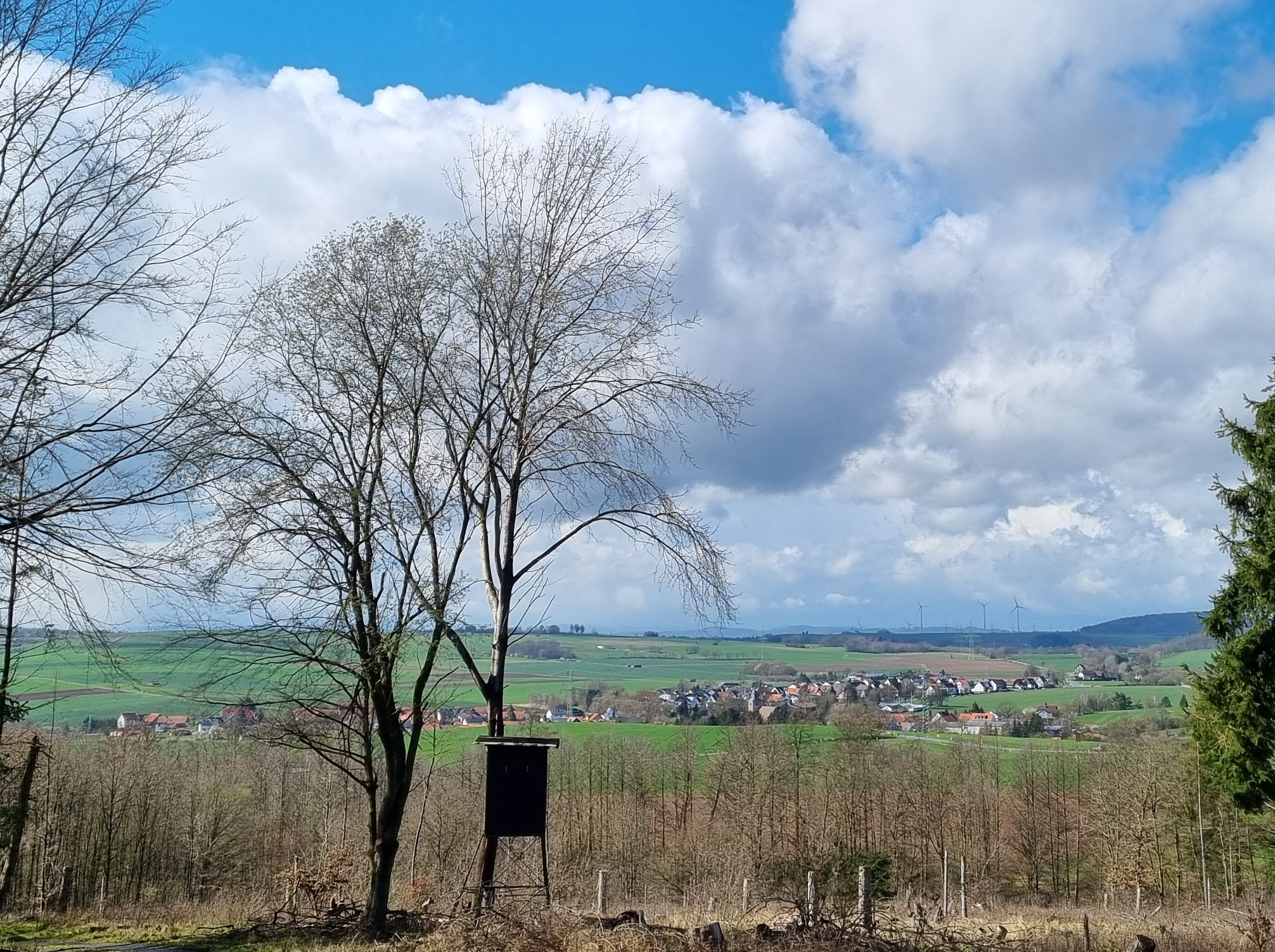
Netze vom Wald aus gesehen

### Verwaltungsgeschichte
Die folgende Liste zeigt im Überblick die Staaten und Verwaltungseinheiten, denen Netze angehörte:
- 1487 und später: Heiliges Römisches Reich, Grafschaft Waldeck, Amt Waldeck
- ab 1712: Heiliges Römisches Reich, Fürstentum Waldeck, Amt Waldeck
- ab 1806: Fürstentum Waldeck,  Amt Waldeck
- ab 1814: Fürstentum Waldeck, Oberamt der Eder (Sitz in Nieder-Wildungen)
- ab 1816: Fürstentum Waldeck, Oberjustizamt der Werbe (Sitz in Sachsenhausen)
- ab 1850: Fürstentum Waldeck-Pyrmont (ab 1848), Kreis der Eder
- ab 1867: Fürstentum Waldeck-Pyrmont (Akzessionsvertrag mit Preußen), Kreis der Eder
- ab 1871: Deutsches Reich, Fürstentum Waldeck-Pyrmont, Kreis der Eder
- ab 1919: Deutsches Reich, Freistaat Waldeck, Kreis der Eder
- ab 1929: Deutsches Reich, Freistaat Preußen, Provinz Hessen-Nassau, Regierungsbezirk Kassel, Kreis der Eder
- ab 1942: Deutsches Reich, Freistaat Preußen, Provinz Hessen-Nassau, Regierungsbezirk Kassel, Landkreis Waldeck
- ab 1944: Deutsches Reich, Freistaat Preußen, Provinz Kurhessen, Landkreis Waldeck
- ab 1945: Deutsches Reich, Amerikanische Besatzungszone, Groß-Hessen, Regierungsbezirk Kassel, Landkreis Waldeck
- ab 1946: Deutsches Reich, Amerikanische Besatzungszone, Hessen, Regierungsbezirk Kassel, Landkreis Waldeck
- ab 1949: Bundesrepublik Deutschland, Hessen, Regierungsbezirk Kassel, Landkreis Waldeck
- ab 1971: Bundesrepublik Deutschland, Hessen, Regierungsbezirk Kassel, Landkreis Waldeck, Stadt Waldeck
- ab 1974: Bundesrepublik Deutschland, Hessen, Regierungsbezirk Kassel, Landkreis Waldeck-Frankenberg, Stadt Waldeck

### Bevölkerung

#### Einwohnerstruktur 2011
Nach den Erhebungen des Zensus 2011 lebten am Stichtag dem 9. Mai 2011 in Netze 639 Einwohner. Darunter waren 9 (1,4 %) Ausländer.
Nach dem Lebensalter waren 102 Einwohner unter 18 Jahren, 252 zwischen 18 und 49, 123 zwischen 50 und 64 und 156 Einwohner waren älter.
Die Einwohner lebten in 270 Haushalten. Davon waren 84 Singlehaushalte, 78 Paare ohne Kinder und 87 Paare mit Kindern, sowie 15 Alleinerziehende und 6 Wohngemeinschaften. In 78 Haushalten lebten ausschließlich Senioren und in 159 Haushaltungen leben keine Senioren.

#### Einwohnerentwicklung
Quelle: Historisches Ortslexikon
- 1556: 63 Wohnhäuser, 198 Einwohner, im Kloster 34 Personen
- 1620: 72 Häuser
- 1650: 20 Häuser
- 1738: 46 Häuser
- 1770: 53 Häuser, 323 Einwohner

| Netze: Einwohnerzahlen von 1770 bis 2020 | Netze: Einwohnerzahlen von 1770 bis 2020 | Netze: Einwohnerzahlen von 1770 bis 2020 | Netze: Einwohnerzahlen von 1770 bis 2020 | Netze: Einwohnerzahlen von 1770 bis 2020 |
| --- | ---------------------------------------- | ---------------------------------------- | ---------------------------------------- | ---------------------------------------- |
| Jahr |                                          |                                          |                                          | Einwohner                                |
| 1770 | 1770                                     |                                          | 323                                      | 323                                      |
| 1800 | 1800                                     |                                          | ?                                        | ?                                        |
| 1834 | 1834                                     |                                          | 490                                      | 490                                      |
| 1840 | 1840                                     |                                          | 529                                      | 529                                      |
| 1846 | 1846                                     |                                          | 588                                      | 588                                      |
| 1852 | 1852                                     |                                          | 593                                      | 593                                      |
| 1858 | 1858                                     |                                          | 568                                      | 568                                      |
| 1864 | 1864                                     |                                          | 567                                      | 567                                      |
| 1871 | 1871                                     |                                          | 581                                      | 581                                      |
| 1875 | 1875                                     |                                          | 539                                      | 539                                      |
| 1885 | 1885                                     |                                          | 535                                      | 535                                      |
| 1895 | 1895                                     |                                          | 538                                      | 538                                      |
| 1905 | 1905                                     |                                          | 522                                      | 522                                      |
| 1910 | 1910                                     |                                          | 620                                      | 620                                      |
| 1925 | 1925                                     |                                          | 553                                      | 553                                      |
| 1939 | 1939                                     |                                          | 585                                      | 585                                      |
| 1946 | 1946                                     |                                          | 943                                      | 943                                      |
| 1950 | 1950                                     |                                          | 939                                      | 939                                      |
| 1956 | 1956                                     |                                          | 808                                      | 808                                      |
| 1961 | 1961                                     |                                          | 748                                      | 748                                      |
| 1967 | 1967                                     |                                          | 770                                      | 770                                      |
| 1980 | 1980                                     |                                          | ?                                        | ?                                        |
| 1990 | 1990                                     |                                          | ?                                        | ?                                        |
| 2000 | 2000                                     |                                          | ?                                        | ?                                        |
| 2011 | 2011                                     |                                          | 639                                      | 639                                      |
| 2015 | 2015                                     |                                          | 610                                      | 610                                      |
| 2020 | 2020                                     |                                          | 597                                      | 597                                      |
| Datenquelle: Historisches Gemeindeverzeichnis für Hessen: Die Bevölkerung der Gemeinden 1834 bis 1967. Wiesbaden: Hessisches Statistisches Landesamt, 1968. Weitere Quellen: Stadt Waldeck:; Zensus 2011 |                                          |                                          |                                          |                                          |

#### Historische Religionszugehörigkeit
| • 1895: | 534 evangelische (= 99,26 %), 4 jüdische (= 0,74 %) Einwohner      |
| • 1961: | 637 evangelische (= 85,16 %), 96 katholische (= 12,83 %) Einwohner |

## Sehenswürdigkeiten und Kultur
- Die ehemalige Klosterkirche „St. Maria und die Vier Gekrönten“ mit einer der ältesten noch heute in Deutschland geläuteten Glocken
- Der dreiteilige Flügelaltar in der ehemaligen Klosterkirche, entstanden um 1370.[12][13]
- Der Ort liegt im Grenzbereich zwischen den Sprachgebieten Niederdeutsch und Mitteldeutsch.

## Verkehr
Der Bahnhof Netze lag an der Bahnstrecke Wega–Brilon Wald, die in diesem Bereich stillgelegt ist.

## Persönlichkeiten
- Heinrich Wiweke (1782–1846), Landwirt und Politiker
- Carl Hagemann (1821–1878), Landtagspräsident in Waldeck